# Elecciones estatales de Guerrero de 2005
Las elecciones estatales de Guerrero de 2005 se llevaron a cabo en dos jornadas electorales diferentes, la primera de ellas tuvo lugar el domingo 6 de febrero de 2005, en la que fue elegido:
- Gobernador de Guerrero. Titular del Poder Ejecutivo del estado, electo para un periodo de seis años no reelegibles en ningún caso, el candidato electo fue Zeferino Torreblanca Galindo.

Y la segunda jornada electoral tuvo lugar el 2 de octubre de 2005, en la cual se eligieron:
- 77 ayuntamientos. Compuestos por un Presidente Municipal y regidores, electos para un periodo de tres años no reelegibles para el periodo inmediato.
- 28 Diputados al Congreso del Estado. Electos por mayoría relativa en cada uno de los Distrito Electorales.

## Resultados electorales

### Ayuntamientos
| Partido/Alianza                               | Partido/Alianza                      | Municipios |
| --------------------------------------------- | ------------------------------------ | ---------- |
|                                               | Partido Acción Nacional              | 3          |
|                                               | Partido Revolucionario Institucional | 33         |
|                                               | Partido de la Revolución Democrática | 40         |
|                                               | Partido del Trabajo                  | 0          |
|                                               | Partido Verde Ecologista de México   | 1          |
|                                               | Convergencia                         | 0          |
|                                               | Partido de la Revolución del Sur     | 0          |
| Fuente: Instituto de Mercadotecnia y Opinión. |                                      |            |

#### Municipio de Chilpancingo
- Mario Moreno Arcos  Hecho

#### Municipio de Acapulco
- Félix Salgado Macedonio  Hecho

#### Municipio de Iguala
- Antonio S. Jaimes Herrera  Hecho

### Diputados
| Partido/Alianza                               | Partido/Alianza                      | Distritos electorales |
| --------------------------------------------- | ------------------------------------ | --------------------- |
|                                               | Partido Acción Nacional              | 1                     |
|                                               | Partido Revolucionario Institucional | 10                    |
|                                               | Partido de la Revolución Democrática | 17                    |
|                                               | Partido del Trabajo                  | 0                     |
|                                               | Partido Verde Ecologista de México   | 0                     |
|                                               | Convergencia                         | 0                     |
|                                               | Partido de la Revolución del Sur     | 0                     |
| Fuente: Instituto de Mercadotecnia y Opinión. |                                      |                       |